# Revolución belga
En la Revolución belga de 1830 se alzaron los habitantes predominantemente católicos de las provincias del sur del Reino Unido de los Países Bajos contra la superioridad de las provincias norteñas, mayoritariamente protestantes. En pocas semanas de agosto y septiembre la rebelión logró la secesión de Flandes y la Valonia y la formación de Bélgica. Solo parte de Luxemburgo permaneció hasta 1890 en una unión personal con el Reino Unido de los Países Bajos.
Del siglo XIV al XVI el norte y el sur estuvieron unidos y compartieron la misma historia, primero como Países Bajos Borgoñones y más tarde como Países Bajos Españoles. Durante la Reforma protestante y la guerra de los Ochenta Años lograron la independencia las siete Provincias Unidas de los Países Bajos Holandeses. Tras la guerra de sucesión española, pasarían a ser los Países Bajos Austríacos. En 1815, tras el Congreso de Viena norte y sur se unieron de nuevo junto al Principado de Lieja. Las divisiones religiosas, lingüísticas y económicas, que se habían producido durante los aproximadamente 250 años de separación, se pusieron pronto de manifiesto de forma dramática. La consecuencia fue esta revolución burguesa y liberal en el contexto de la Revolución de Julio francesa. El joven estado belga fue reconocido como totalmente independiente en 1839. Durante estos años se forjó un sistema político cuyos fundamentos han permanecido hasta hoy.

## Bélgica y los Países Bajos hasta 1815

### Historia conjunta
Los territorios que comprenden los actuales Países Bajos, Bélgica y Luxemburgo, a excepción de la diócesis de Lieja, estuvieron en la Edad Media unidos cultural y políticamente, pertenecieron desde los siglos XIV/XV hasta el XVI a los Países Bajos Borgoñones, y más tarde a la Circunscripción de Borgoña en el Sacro Imperio Romano Germánico. El Condado de Flandes y el Ducado de Brabante, con sus ciudades (Amberes, Brujas, Gante, Bruselas, Malinas e Ypres) tuvieron un importante papel en la región de los Países Bajos.
En 1464 se reunieron por primera vez los Estados Generales de los Países Bajos en Brujas, y el tribunal supremo se reunió en Malinas. De la Casa de Borgoña pasaron por herencia a la Casa de Habsburgo y experimentaron una época dorada bajo el gobierno del emperador Carlos V. Tras su abdicación, el mando sobre los Países Bajos españoles pasó a su hijo Felipe II de España.

### Historia por separado

Las 17 provincias de los Países Bajos y la diócesis de Lieja (en verde), 1477.

Unión de Utrecht, Unión de Arras y diócesis de Lieja (verde), 1579.

La separación se produjo durante la Reforma. En primer lugar fueron las provincias de habla neerlandesa y buena parte del sur de los Países Bajos Alemanes captadas por el calvinismo. A continuación se desató la guerra de los Ochenta Años entre España y las regiones autoproclamadas protestantes. Mientras que las provincias valonas reconocieron expresamente en la Unión de Arras estar bajo la soberanía española, los territorios del norte se aliaron en la Unión de Utrecht. En 1581 las provincias del norte se disociaron en la República de los Siete Países Bajos Unidos del control español y del Sacro Imperio, con el que le unían unos débiles lazos.
La caída de Amberes en 1585 marcó un punto de inflexión en la historia de ambos países. El sur permaneció en España y fue recatolizado. Muchos intelectuales, artistas y comerciantes huyeron al norte, donde despuntaba la Edad de oro de los Países Bajos, mientras que las regiones del sur permanecieron bajo la monarquía absolutista de los Austria. Estuvieron bajo el mando de un gobernador que reinaba desde Bruselas. La guerra, casi ininterrumpida, con España se terminó en 1648 con la Paz de Westfalia, que consolidó la separación entre norte y sur. La desembocadura del Escalda quedó en la parte de la Unión, lo que frustró el comercio de Amberes al perder así la comunicación directa con el mar.
Durante los años de la rivalidad entre los Habsburgo y Francia, los Países Bajos españoles fueron un escenario de guerra habitual y en el Tratado de los Pirineos (1659), la guerra de Devolución (1667-1668) y los Tratados de Nimega importantes plazas, como Lille, Arras, Cambrai y el condado de Artois pasaron al control francés. Tras la guerra de sucesión española y la firma del Tratado de Utrecht, los hasta entonces Países Bajos españoles fueron adjudicados a los Habsburgo austríacos en 1714 y pasaron a llamarse Países Bajos Austríacos.

### Evolución desde la Revolución francesa

Países Bajos Austríacos y el Principado de Lieja, 1786.

En 1789 las hostilidades del Ducado de Brabante con el emperador José II dieron lugar a la Revolución de Brabante, bajo el mando de Hendrik van der Noot y Jan Frans Vonck, que desembocó el 11 de enero de 1790 en la declaración de independencia de los Etats Belgiques Unis (Estados Unidos Belgas). Esta república confederada tuvo una vida corta, pero fue una expresión de las pretensiones de independencia que aparecieron como reacción a las reformas centralistas de José II. En este contexto aparecieron diferentes ideas de «nación belga», que tenían en común el sentimiento de unidad. Este sentimiento no murió con el colapso de la república y junto a otros factores desembocó en la revolución de 1830. Paralelamente a la Revolución de Brabante se produjo la Revolución de Lieja, influida por la Revolución francesa.
Los Países Bajos Austríacos y los del Norte fueron, en el contexto de las Guerras Revolucionarias Francesas, ocupados en 1794 y 1795 respectivamente por las tropas revolucionarias. Después, como consecuencia del Tratado de Campo Formio formaron parte de Francia durante los siguientes doce años. A largo plazo sería significativo que a pesar de las protestas iniciales de la burguesía contra la asimilación, se fueron afrancesando cultural y lingüísticamente. Los Países Bajos del Norte pasaron a formar tras la independencia de Francia la República Bátava (1795-1806), y después el Reino de Holanda bajo el gobierno del hermano de Napoleón Luis Bonaparte (1806-1810) y finalmente fue integrada en el estado francés. Cuando se impuso en 1810 el Bloqueo Continental contra Inglaterra se desató una crisis económica de la que los Países Bajos no se recuperaron hasta que en 1813 las tropas francesas se retiraron tras la batalla de Leipzig.

## Reino Unido de los Países Bajos (1815-1830)

### Congreso de Viena
En noviembre de 1813 los políticos de orientación orangista asumieron el poder público en La Haya y ya en diciembre nombraron príncipe heredero a Guillermo I de los Países Bajos con la condición de tener una Constitución. Ya antes de la batalla de Waterloo en 1815, Gran Bretaña consideró que la forma de mantener su seguridad era mediante un equilibrio de fuerzas entre las potencias continentales. Las otras grandes potencias, Austria, Prusia y Rusia, se asociaron para erigir un Estado intermedio entre ellas y Francia formado por la antigua República de los Siete Países Bajos Unidos, los antiguos Países Bajos Austríacos (incluyendo Luxemburgo) y Lieja, que pasarían a ser el Reino Unido de los Países Bajos. Al mismo tiempo, los británicos compensaron a los Países Bajos con estas ganancias territoriales por su ocupación de la Colonia del Cabo.
Las esperanzas de los conservadores en Bélgica residían en la restauración del gobierno austriaco, pero como Viena aparentemente no mostró ningún interés, aceptaron la unión de norte y sur en unos Países Bajos unidos. Planes diferentes tenía el líder conservador de la Revolución de Brabante exiliado en Londres, Hendrik van der Noot, que discutió con representantes de los orangistas. La unión fue aprobada en el Congreso de Viena. La solución propuesta de formar un Estado independiente bajo el gobierno de un príncipe austriaco no recibió la aprobación, porque el Estado que se formaría en este caso parecía frágil.

### Estado conjunto

El Reino Unido de los Países Bajos (1815-1830). La línea azul marca la frontera posterior entre Bélgica y los Países Bajos.

El nuevo estado no era federal, sino unitario. Esto fue un problema, pues las tensiones entre el norte y el sur afloraron pronto. Los factores principales fueron religiosos y lingüísticos, que se agravaron al aparecer problemas económicos y al no satisfacer las demandas liberales. El desequilibrio se fortaleció porque las regiones del norte eran las dominantes, aunque tenían 2 millones de habitantes frente a los 3,5 del sur. La «holandización» se topó con una doble resistencia: la población flamenca, en particular el clero, rechazaba el calvinismo del norte vehementemente, mientras que la Bélgica francófona no aceptaba la imposición de la lengua neerlandesa. La división entre Bélgica y Holanda era de tal magnitud que la rebelión parecía inevitable. La situación se volvió más tensa con la Revolución de Julio en Francia, que trajo la inquietud de la revolución a toda Europa, y especialmente a sus vecinos francófonos del norte.
El rey Guillermo I reaccionó de manera poco diplomática al estallido de la revolución. El rey estaba influido por las ideas conservadoras de la Restauración, que predominaba también en los gobernantes de la Confederación Germánica, en particular en sus parientes prusianos (su madre Federica Sofía Guillermina, que hasta su muerte en 1820 ejerció una gran influencia sobre él, era hermana del rey prusiano Federico Guillermo.

### Conflicto lingüístico
En 1815 vivían en el sur 218 000 analfabetos, pero solo 23 000 en el norte. Guillermo I concentró sus esfuerzos en este campo: durante los quince años de su reinado se construyeron en el sur 1500 escuelas, en las que se enseñaba en la lengua local. En Flandes y Bruselas se enseñaba también en neerlandés, y en la Valonia en francés. El número de estudiantes de primaria en las provincias sureñas pasó de 150 000 a 300 000.
Los funcionarios y burgueses francófonos reaccionaron contra la implantación del neerlandés en el ejército, el gobierno y las escuelas. Valonia no era la única región de habla distinta, en Flandes la burguesía hablaba francés, mientras que el resto de la población hablaba el dialecto bajo fráncico. En Limburgo se hablaban con frecuencia limburgués, alemán y francés, mientras que el neerlandés solo se empleaba esporádicamente.

### Infrarrepresentación
Aunque en el sur habitaba el 62 % de la población, solo le correspondía el 50 % de los escaños del Parlamento y solo uno de cada cinco ministros era sureño. Las principales instituciones del Estado tenían su sede en el norte y por tanto la mayor parte del funcionariado residía allí.
El contingente que tenía que aportar el sur al Ejército era desproporcionadamente grande. Sin embargo, solo uno de cada seis oficiales era sureño, y solían estar en los escalafones más bajos de la infantería y la caballería. En artillería e ingeniería militar, para las que se necesitaba una educación especial, la proporción de oficiales belgas era aún menor.

### Oposición religiosa
En el Reino Unido de los Países Bajos había 3,8 millones de católicos (de los cuales 800 000 residían en el norte) y 1.2 millones de protestantes. En el sur hispánico la religión del Estado había sido durante mucho tiempo el catolicismo, mientras que en el norte la Iglesia nacional era calvinista. Para los conservadores de ambas partes, era indeseable tener las dos religiones en igualdad de derechos.
Guillermo I profesaba el luteranismo alemán de la Landeskirche, en la que el gobernante también era el cabeza de la Iglesia. Intentó que la Iglesia católica se aislara de la influencia de la curia romana, nombró sus propios obispos y avivó la polémica con las escuelas, al abolir la instrucción católica libre.

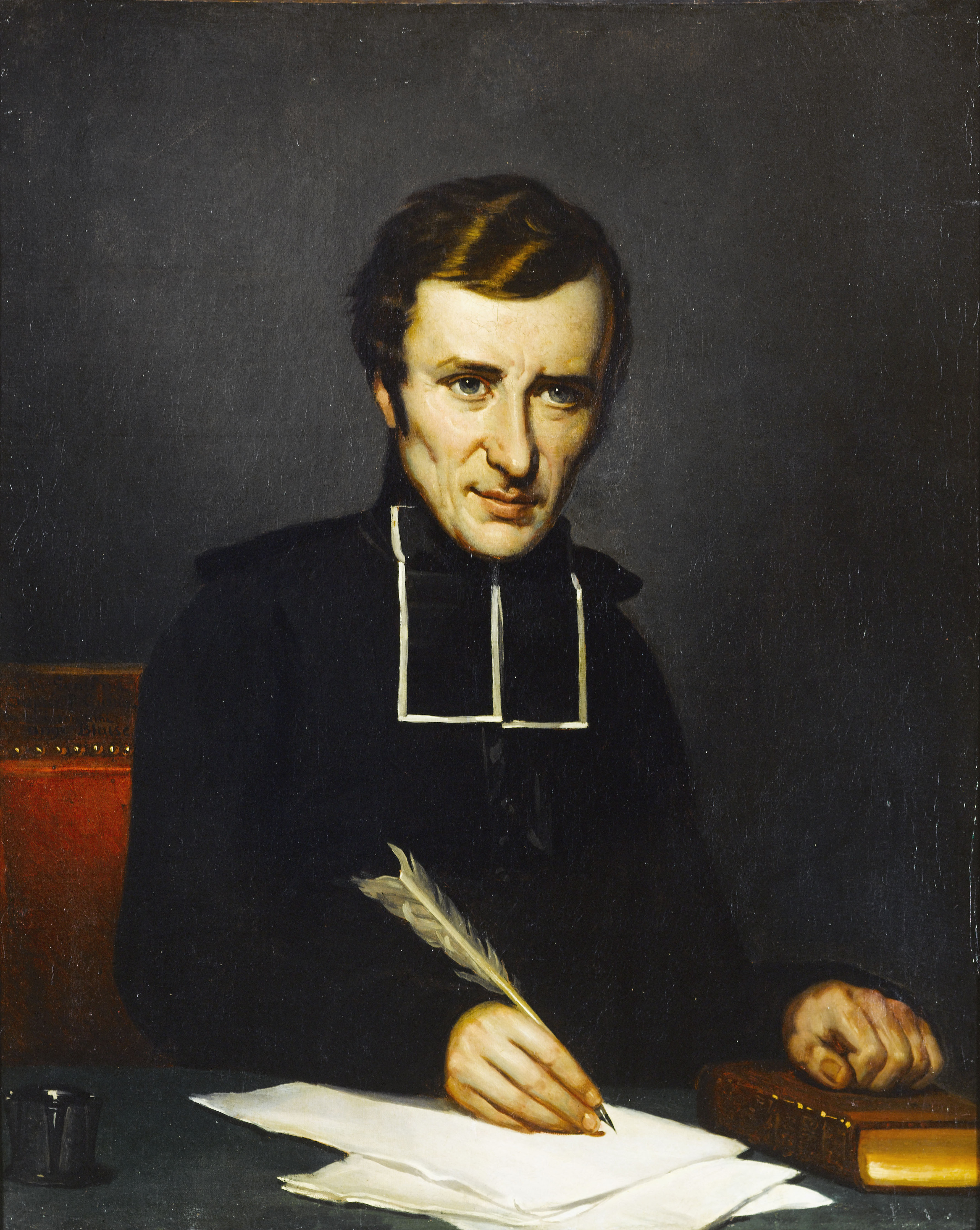
Félicité Robert de Lamennais, retrato de L. D. Lancôme.

La infrarrepresentación del sur no se limitaba a los obispos católicos, pues los creyentes tenían prohibido trabajar para el Estado bajo amenaza de excomunión, prohibición que fue promulgada en 1815 por el obispo de Gante. En 1817 las tensiones se incrementaron entre de Broglie y la casa de Orange y el obispo fue depuesto y expulsado del país. Su odio personal a los Orange creció tanto, que maldijo al niño que esperaba la princesa de Orange. La oposición abierta de la Iglesia católica la aprovechó el Gobierno para nombrar a oficiales adecuados para la perpetuación del carácter holandés-protestante del aparato del Estado. Por otra parte, el rey Guillermo I quería modificar la Constitución para que fuese posible que reinase un monarca católico.
Cuando Guillermo I privó al clero de la enseñanza en los gimnasios y permitió solo escuelas estatales, los católicos se acercaron a las ideas del sacerdote francés Félicité de Lamennais, que abogaba por la separación de la Iglesia y el Estado, y se asociaron con los liberales en este punto contra Guillermo I. En diciembre de 1825, el político católico Étienne Constantin de Gerlache de Lieja llamó a los liberales a formar una unión con los partidos de la oposición. Asoció la libertad de enseñanza, que la Iglesia pedía, con la libertad personal de la práctica religiosa y de prensa. A partir de 1828, se incrementaron las críticas conjuntas en los diarios y católicos y liberales presentaron el mismo catálogo de reivindicaciones. Esta coalición se conoció como Unionismo.

### Reivindicaciones liberales
Los liberales, orientados hacia el anticlericalismo, fueron junto a los hombres fuertes de la economía, los únicos que al principio apoyaron a Guillermo I. Tras varias decepciones, a finales de la década de 1820 surgió en un grupo de jóvenes liberales el deseo de un nuevo orden con un fuerte componente anticlerical. Esta generación recibía la influencia de los liberales franceses, que además de contra la Iglesia se enfrentaban a Carlos X. Ponían énfasis en la libertad religiosa como elemento de las libertades individual y de pensamiento. Sobre este grupo de jóvenes liberales ejercían una gran influencia Joseph Lebeau, futuro primer ministro de Bélgica Charles Rogier de Lieja; Louis de Potter, de Brujas; el luxemburgués Jean-Baptiste Nothomb y el filósofo francosuizo Benjamin Constant.
En 1815, la Constitución de Guillermo recibió fuertes críticas en el sur. Mientras en el norte recibió la aprobación de los votantes del referéndum, en el sur se dio una gran abstención. Guillermo realizó un recuento que ha recibido el nombre de «aritmética holandesa», según el cual las abstenciones se contaron como votos a favor. Los Estados Generales quedaron divididos en dos cámaras. Los miembros de la primera cámara (Eerste Kamer) eran nombrados por el rey. Los de la segunda cámara (Tweede Kamer) resultaban elegidos por las provincias por sufragio censitario.
Otro inconveniente para los intelectuales era la ausencia de libertad de prensa y de asamblea, que se percibía como un medio adicional de control del norte.

### Cuestiones económicas
El sur era una región en proceso de industrialización, mientras que el norte estaba orientado al comercio marítimo tradicional. Si Guillermo tenía al principio apoyos en Bélgica, estos provenían del sector moderadamente liberal orientado al desarrollo económico de la Valonia francobelga y de Amberes, ciudad a la que beneficiaba la reapertura a la navegación del Escalda.
La industria del sur realizó en poco tiempo una metamorfosis: con la secesión de Francia perdieron su mercado principal, pero con la apertura del puerto de Amberes y el acceso al mercado de las Indias Orientales Neerlandesas la economía belga se fortaleció. Gante era a finales de los años veinte la primera ciudad textil del continente europeo y el tráfico fluvial del puerto de Amberes pasó de 585 barcos y 65 000 toneladas de carga en 1819 a 1028 barcos y 129 000 toneladas en 1829.
Por otra parte, tras el Bloqueo Continental Gran Bretaña inundó el mercado europeo con productos baratos, contra los que la poco mecanizada industria del sur de los Países Bajos no podía competir. Poco más tarde se desató en las Indias Orientales una rebelión que hizo padecer a la industria. Además, en 1829 hubo una mala cosecha que elevó los precios de los alimentos.
La distribución desigual de la deuda nacional (1250 millones de florines del norte contra 100 millones del sur) se percibía como injusta. Con el nacimiento del Algemeene Nederlandsche Maatschappij, que más tarde sería el Banco Nacional de Bélgica, Guillermo I buscaba formar una contrapartida al Banco de los Países Bajos. La institución estimuló la economía al actuar de prestamista público.

## La revolución de 1830-1831

### Crisis política

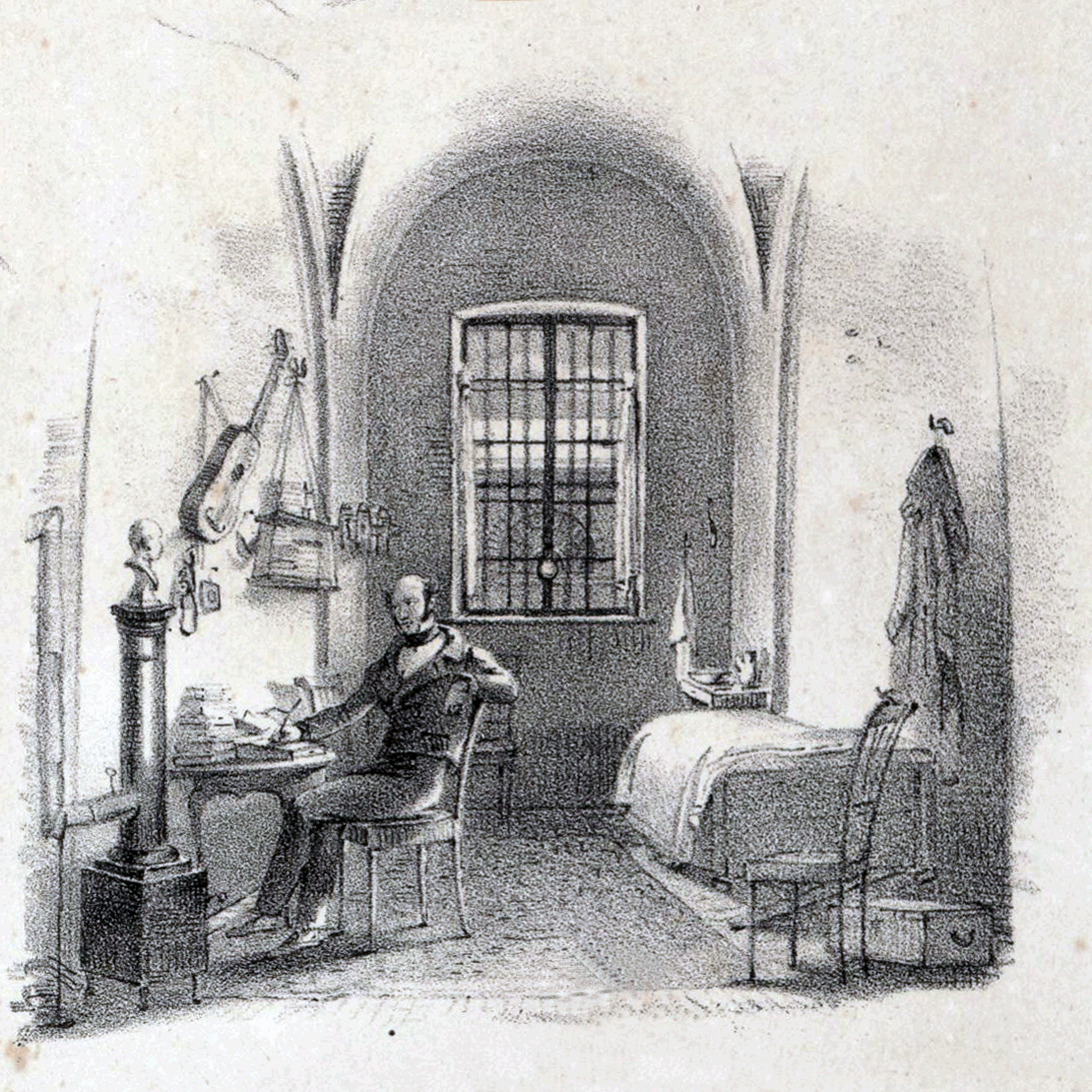
A causa de la censura, el periodista de la oposición Louis de Potter fue condenado en 1828 a una pena de prisión y en 1829 fue expulsado del país.

Desde que se agruparon en 1825 los liberales y los católicos en una unión la situación del reino se encontró en una crisis permanente. En 1829 los altercados entre el rey y los liberales se agravaron aún más. El rey despojó de todas las responsabilidades ministeriales al Parlamento y decretó una división entre el norte y el sur en gobernación y administración. El régimen de Guillermo I se hizo más abiertamente autoritario, siguiendo el ejemplo prusiano. El rey declaró que su soberanía temporalmente eclipsaría a la Constitución y que restringiría su alcance. En mayo de 1829, en medio de la crisis política, nombró a su hijo, el príncipe de Orange, que más adelante sería el rey Guillermo II, presidente del Ministerrat y vicepresidente del Staatsrat.
La prensa, en particular el Courrier des Pays-Bas, alzó su voz contra Guillermo I e incrementó aún más sus reivindicaciones, razón por la que el Gobierno finalmente reaccionó de forma enérgica. El 11 de diciembre de 1829, apareció junto a un proyecto de ley de prensa reaccionario y una disposición real por la que todos los funcionarios debían firmar en un plazo de veinticuatro horas su lealtad al rey y su apoyo a la Constitución, bajo amenaza de ser depuestos de sus cargos. Al mismo tiempo se tomaron medidas draconianas contra la prensa y, tras un proceso muy polémico, los principales líderes de la oposición fueron expulsados del país, entre los que se encontraba Louis de Potter (que ya había sido condenado en 1828 a pasar dieciocho meses en prisión), François Tielemans y Adolf Bartels.

### La Revolución de Julio

Eugène Delacroix: La Libertad guiando al pueblo. Representación alegórica contemporánea de la Revolución de Julio en Francia. (1830, Louvre París).

La Revolución del 27 de julio de 1830 en París derrocó tres días más tarde al rey Carlos X de Francia y coronó a Luis Felipe I estableciendo una monarquía constitucional. Fue «roi des Français par la volonté nationale». Esta revolución liberal tuvo mucho eco en Bélgica y enrareció más el ambiente. Muchos esperaban que en caso de emergencia pudieran contar con la ayuda militar de Francia para acometer una reforma interna en los Países Bajos Unidos.
Mientras que la Revolución tuvo un carácter liberal en Francia, en aquella misma época se producían también revoluciones en Grecia, Polonia e Italia, de carácter romántico y nacionalista. En estas revoluciones el pueblo consideraba que a través del devenir histórico se había aglutinado y formaba una comunidad con el derecho a autogobernarse y a formar una nación.

### Disturbios de agosto de 1830
El 25 de agosto de 1830, durante una representación de la ópera nacionalista romántica La muette de Portici en La Monnaie el público clamó «Vive la liberté !». Tras el final de la obra el público salió del teatro y la muchedumbre, que irónicamente se había reunido para celebrar el aniversario del rey Guillermo I, se descontroló. Asaltaron el Palacio de Justicia y a la tarde siguiente saquearon la casa del editor Libry-Bagnano (posiblemente animados por agentes secretos franceses), incendiaron la del ministro van Maanen, enérgico impulsor de la política lingüística del rey y destruyeron las imprentas oficiales. Cuando las fuerzas del orden se aproximaron les dieron muerte con armas de fuego.
Los disturbios no fueron una sorpresa completa. Ya el día anterior, durante los fuegos artificiales en honor al rey se había anunciado: «Lundi, 23. août, feu d’artifice; mardi, 24. illumination, mercredi, 25. révolution». La chispa de la revolución prendió rápidamente entre los trabajadores y los parados, que al día siguiente destruyeron las máquinas de vapor y los telares de las fábricas bruselenses, a las que se culpaba de la alta proporción de desempleados, y expoliaron los almacenes de alimentos. El 27 de agosto se produjeron revueltas similares en Lieja, Verviers, Huy, Namur, Mons y Lovaina.

La tricolor belga de 1830 con orientación horizontal.

La burguesía que se veía amenazada y constataba que no tenía la sartén por el mango, dispuso en varias ciudades milicias urbanas, que tomaron rápidamente el control. Como este éxito les dio seguridad, encargaron a un grupo de dignatarios que se reunieran en el ayuntamiento de Bruselas y enviaron una delegación con las demandas que requerían a Guillermo I: que destituyese al ministro de Justicia van Maanen y que se discutiesen urgentemente sus quejas en los Estados Generales. En este momento todavía no se pensaba en la independencia de Bélgica, como mucho en la separación de la administración.
La asamblea izó la bandera de Bélgica, que habían diseñado el 26 de agosto el jurista y redactor Lucien Jottrand y el periodista Edouard Ducpétiaux. La bandera tenía los mismos colores de la tricolor de la Revolución de Brabante de 1789-90. Tras la independencia de Bélgica pasó a ser la bandera nacional.

### La Revolución de Septiembre
Las tardías y desafortunadas intervenciones de Guillermo I y su hijo llevaron a la ruptura definitiva en septiembre. Mientras enviaba a Bruselas a negociar a su hijo, el que más tarde se convertiría en Guillermo II, por otra parte hizo a su otro hijo comandante en jefe de un ejército de 6000 soldados dispuesto en Vilvoorde. Estas acciones fueron interpretadas como las propias de una fuerza de ocupación. Las tropas permanecieron temporalmente en Vilvoorde y el príncipe Guillermo se reunió con la burguesía de Bruselas. Allí se pidió la separación fiscal de Bélgica y los Países Bajos. Guillermo I vaciló y trató de ganar tiempo.
Mientras que los representantes belgas de los Estados Generales se trasladaron a La Haya para celebrar una reunión extraordinaria, los conflictos de Bruselas tomaron un cariz más violento. Desde principios de septiembre el conflicto armado llegó a Lieja. Se formaron espontáneamente Freikorps que obedecían a los líderes electos o a sus propios comandantes.

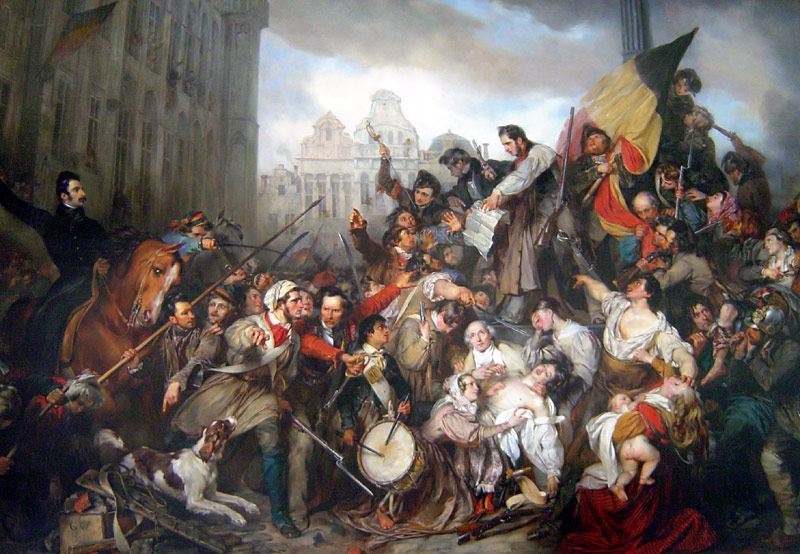
Gustave Wappers: Episodio de la Revolución Belga de 1830, pintura histórica, 1835.

El 23 de septiembre el ejército entró con 12 000 soldados en Bruselas. La cólera del pueblo se tornó en un levantamiento nacional y las tropas, que habían acampado en el Parque de Bruselas, se convirtieron en el objetivo de las milicias urbanas. También hubo extranjeros que se alistaron voluntariamente: en Francia se formó la Légion belge parisienne, que se financiaba con fondos privados (entre otros del conde de Merode) y comprendía dos batallones de 400 hombres cada uno. Este cuerpo se formó con el beneplácito del gobierno francés, que tenía en perspectiva una posible conexión entre Francia y Bélgica.
Tras un combate de cuatro días el ejército holandés se retiró en la noche del 26 al 27 de septiembre. Entre ambos bandos sufrieron 1200 muertes y numerosos heridos.
Las tropas del gobierno, de las que dos tercios habían sido reclutadas en los Países Bajos del Sur, resultaron ser muy receptivos a las ideas revolucionarias y se dispersaron rápidamente. Rechazaron las órdenes y finalmente desertaron en masa y capturaron a sus oficiales norteños. A pesar de su composición variopinta las brigadas voluntarias tuvieron éxito en derrotar a las tropas regulares en casi todas las plazas. Incluso Limburgo (salvo Maastricht) y Luxemburgo (excepto la capital, que era fortaleza de la Confederación Germánica y por tanto defendida por tropas prusianas) cayeron a finales de octubre en manos de las milicias belgas. De 1830 a 1839 algunos territorios que no formaban parte de los Países Bajos Meridionales en 1815 pasaron al control de facto de Bélgica, hasta que fueron transferidos a los Países Bajos a cambio de las fortalezas del Escalda que permanecían en manos neerlandesas.

## Formación del Estado Belga

### Gobierno provisional

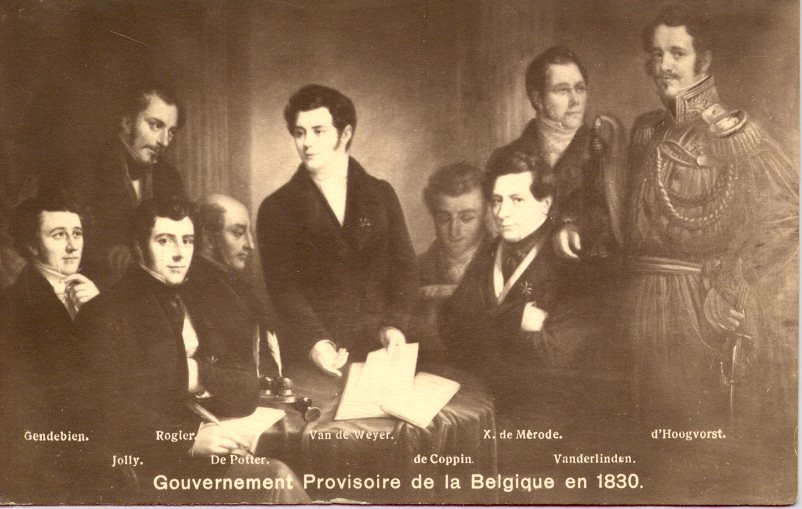
El gobierno provisional: Alexandre Gendebien, André-Edouard Jolly, Charles Rogier, Louis De Potter, Sylvain Van de Weyer, Feuillien de Coppin, Félix de Merode, Joseph Vanderlinden y Emmanuel-Constant-Prismes-Ghislain van der Linden d'Hoogvorst.

Ya durante los combates se formó el 23 de septiembre un comité mediante el que los dignatarios de Bruselas trataron de controlar la rebelión. El 29 de septiembre el comité declaró que asumían el gobierno y proclamaron el 4 de octubre la independencia de las provincias belgas y nombraron dos días más tarde una comisión encargada de esbozar una constitución. Además nombraron un tribunal, una administración general y organizaron unas elecciones para el congreso. Se empezó a denominar a esta comisión «gobierno provisional». Esta institución constaba de nueve personas: Charles Rogier, Louis de Potter, Alexandre Gendebien, el conde Félix de Mérode, el barón Emmanuel d’Hoogvorst, André Jolly, Sylvain van de Weyer, el barón Feuillien de Coppin y Joseph Vanderlinden.

### ElCongreso Nacional

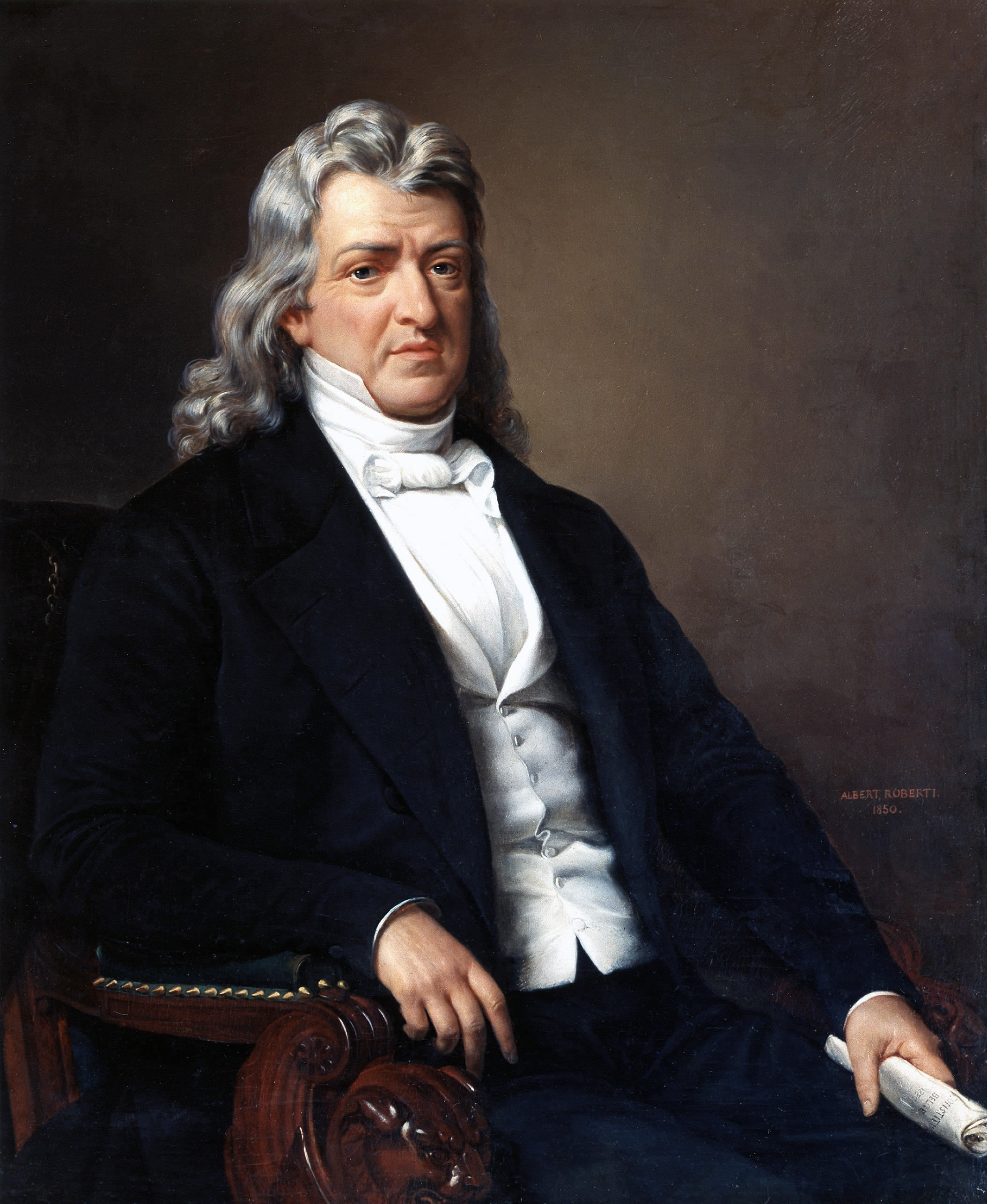
Surlet de Chokier (en 1830).

Mientras se consolidaban las posiciones militares y se buscaba el armisticio, el 3 de noviembre se celebraron elecciones al Congreso Nacional. La población con derecho a voto fue de 46 000 de los que pagaban más impuestos o académicos, todos hombres de más de 25 años, que representaban aproximadamente un 1% de la población. La participación fue del 75%. El Congreso Nacional se reunió el 10 de septiembre por primera vez y declaró que el 4 de octubre se declararía la independencia de Bélgica. Luxemburgo quedaría fuera del nuevo estado por estar asociado a la Confederación Germánica. El primer presidente fue Erasme Louis Surlet de Chokier. El 25 de febrero de 1831 el gobierno provisional fue liberado de sus responsabilidades. El Congreso Nacional existió hasta la elección del primer parlamento el 8 de septiembre de 1831.

### La constitución
El desafío más importante del Congreso Nacional fue acordar una constitución para el nuevo estado. Como modelo emplearon el esbozo realizado por un comité presidido por Étienne Constantin de Gerlache, al que pertenecían jóvenes juristas prominentes como Paul Devaux, Joseph Lebeau, Jean-Baptiste Nothomb y Charles de Brouckère. Desde el 4 de diciembre el gobierno provisional debatió en el Congreso Nacional sobre el modelo de la constitución, que se adoptaría el 7 de febrero con pocas modificaciones.
La constitución fue una síntesis de las constituciones francesas de 1791, 1814 y 1830, de la constitución de los Países Bajos de 1815 y de la ley constitucional inglesa. El resultado fue sin embargo más allá de la aplicación del eclecticismo. El principio fundamental de la constitución era la separación de los poderes legislativo, ejecutivo y judicial, nombrando al parlamento como institución principal. En particular, la inclusión extensiva de derechos civiles la hicieron ser paradigma de constitución liberal.
El rey y el ministerio ejercían el gobierno ejecutivo, aunque el poder del real estaba fuertemente restringido. Las órdenes que el rey firmase no tendrían validez hasta que también las firmase un ministro. Los ministros eran responsables ante el parlamento, que constaba de dos cámaras, el congreso y el senado. Los tribunales eran independientes, y sus procesos se llevaban a cabo públicamente. El tribunal de casación debía velar por la constitucionalidad del poder ejecutivo. A los ciudadanos se les garantizaban numerosos derechos básicos: igualdad ante la ley y el derecho a las libertades personal, de posesión, de creencia, religiosa, de opinión, de asamblea y de prensa. 
No tan moderno era el derecho de voto; aunque sí avanzado para su época (en 1831 aún no se había aprobado la primera Ley de reforma de la Cámara de los Comunes británica). Los diputados se elegirían mediante sufragio censitario, que permitía votar solo al 2 % de la población. El derecho pasivo a voto presentaba más restricciones: los candidatos debían ser hombres que pagaran al menos 1000 florines de impuestos al año. La edad mínima para ser elegido al congreso era los 25 años, mientras que para el senado era de 40 años. En el senado se presentaron a las primeras elecciones solo 403 personas, y todavía en 1890 los candidatos no fueron más que 570, así que los latifundistas de la nobleza estaban sobrerrepresentados. Para atender a la preocupación por posibles ambiciones separatistas, el estado estaba organizado de forma muy centralista.
A pesar de las restricciones al sufragio, la constitución fue la más progresista y liberal de su tiempo, y el estado belga es considerado la primera monarquía parlamentaria genuina. Las constituciones de los Países Bajos, Luxemburgo y Piamonte-Cerdeña de 1848 y la constitución prusiana de 1850 recibieron la influencia de esta constitución belga. La constitución española de 1837, la griega de 1844-1864, así como la rumana de 1850 son copias casi idénticas del texto belga. Los fundamentos de esta constitución de 1831 han perdurado en Bélgica hasta hoy.

### La monarquía

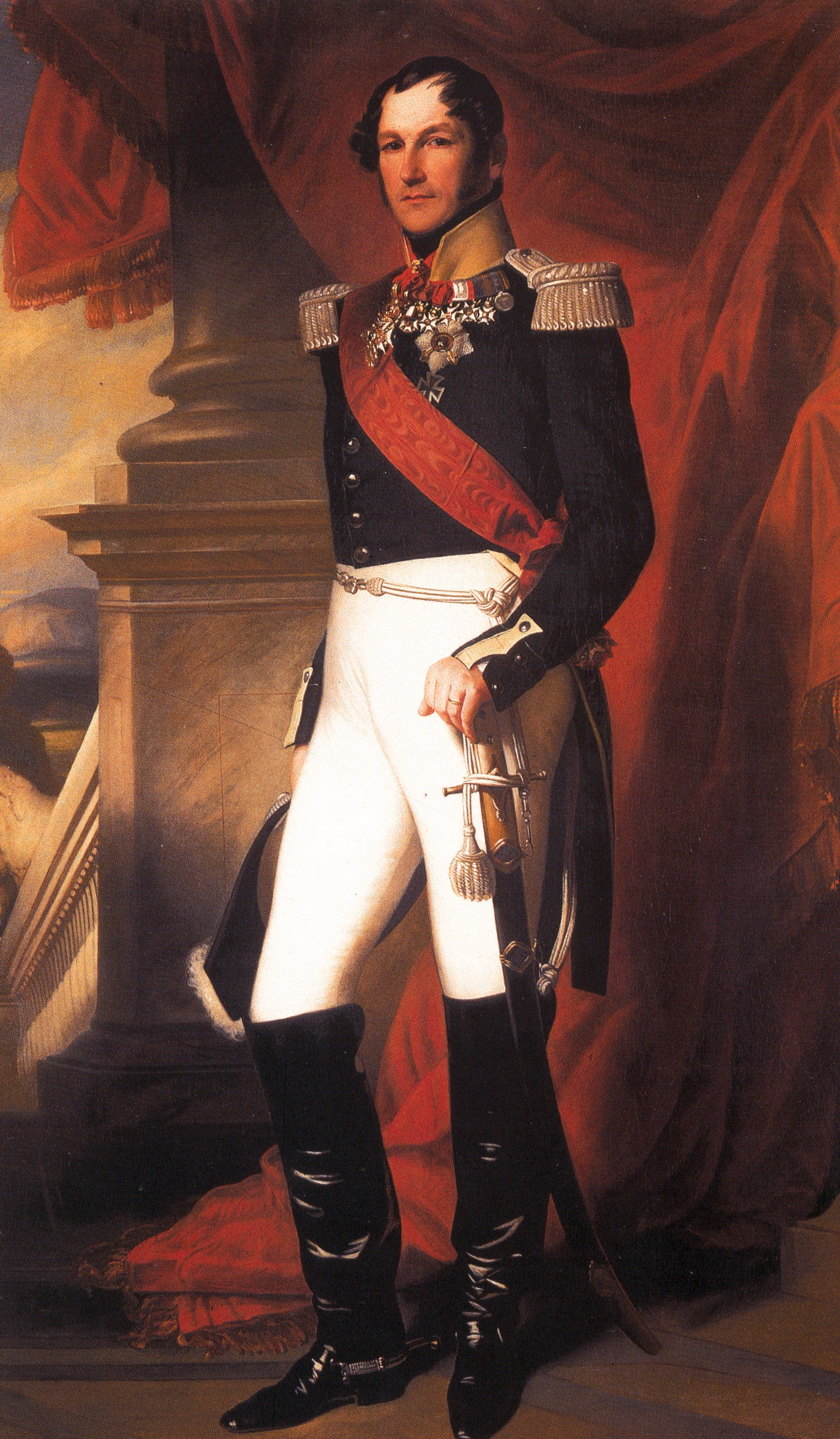
El rey Leopoldo I.

El republicano convencido Potter anunció en el Congreso Nacional la proclamación de la República, pero a petición del presidente Surlet se acordó en la asamblea del 22 de noviembre de 1830 el establecimiento de una monarquía parlamentaria con 187 votos a favor y 13 en contra. Como reacción contra el bombardeo de Amberes del 27 de octubre, se excluyó del trono a la Casa de Orange, que eran los primeros candidatos al trono. Se consideraron muchos nombres para recibir la corona. La facción católica prefería al Barón de Mérode, pero este rechazó la oferta. Después se le ofreció la corona al hijo del monarca francés Luis Felipe, pero esto resultaba inaceptable para Inglaterra. El 25 de febrero se nombró a Surlet de Chokier regente provisional, que se convirtió así en el primer cabeza de estado del joven reino, y su lugar como presidente del congreso lo ocupó Étienne Constantin de Gerlache.
Entonces se le ofreció la corona (contra las protestas del clero católico) al príncipe alemán Leopoldo de Sajonia-Coburgo-Saafeld, que vivía en Inglaterra y había estado casado con la heredera al trono británico Charlotte, que murió en 1817. Leopoldo había rechazado previamente la corona de Grecia, pero no obstante aceptó la belga y fue elegido en 1831 con 142 votos a favor del total de 196. El 21 de julio, que desde entonces es fiesta nacional en Bélgica, juró la constitución en la plaza Real de Bruselas y se convirtió en el primer rey de Bélgica.

## Aspiraciones a la soberanía

### Protocolo de Londres (1830)
Tanto Gran Bretaña como Rusia, querían evitar el fortalecimiento de Francia a toda costa y ambas potencias reconocieron la independencia de Bélgica en la Conferencia de Londres de 1830. Contra Talleyrand, que representaba a los intereses de Francia y apostó por un reparto territorial, el ministro de asuntos exteriores británico Lord Palmerston esgrimió el derecho de autodeterminación. Rusia apoyó al Rey neerlandés, pero con la rebelión en Polonia no pudo prestar mucha ayuda. El 20 de diciembre las grandes potencias europeas reconocieron la independencia belga bajo la obligación de mantenerse en estricta neutralidad. Para el nuevo estado resultó muy desventajosa la distribución de la deuda, de la que debía pagar un 51,6 % y 14 millones de florines anuales. A cambio los Países Bajos debían permitir el acceso libre al puerto de Amberes en el estuario del Escalda y garantizar el acceso libre a las colonias neerlandesas. Las fronteras entre Bélgica y los Países Bajos debían volver a ser las de 1790, lo que significaba que Bélgica debía desprenderse de parte de Luxemburgo y Limburgo. Los belgas, no sin sobreestimarse, rechazaron el Protocolo, lo que obligó a las grandes potencias a volver a negociar. El objetivo principal de los diplomáticos era sin embargo evitar una guerra en Europa a cualquier costo. La pertenencia de Maastricht y del este de Luxemburgo se reconsideró y la deuda se redistribuyó entre los dos países. Bélgica aceptó el tratado, prerrequisito que había puesto Leopoldo para aceptar la corona, con lo que parecía que se había evitado una guerra.

### La campaña de los diez días de 1831
Tras la Conferencia de Londres y el ascenso al trono de Leopoldo se respiraba en Holanda la indignación y el avivamiento del espíritu bélico, aunque muchos holandeses simpatizaban con la separación del sur católico. Solo los católicos del norte deploraban la pérdida del sur. En los diarios se difundió la idea de que la derrota contra los rebeldes sureños era un deshonor nacional exigía un contraataque. Finalmente, subestimando al joven y todavía inestable Estado belga, Guillermo I rechazó el Tratado de Londres y marchó el 2 de agosto de 1831 contra Bélgica.
Tras los esfuerzos militares de la revolución, las milicias belgas no estaban preparadas para un ataque de las tropas neerlandesas, que habían tenido que abandonar Bélgica algunos meses antes, desmoralizadas. Por esa razón, a pesar de su situación incierta, no habían podido organizar un ejército regular potente. Guillermo buscó aprovechar esta debilidad. El cambio de ánimo en Holanda le facilitó encontrar voluntarios para fortalecer sus diezmadas fuerzas, para lo que recibió también la asistencia de asociaciones estudiantiles.

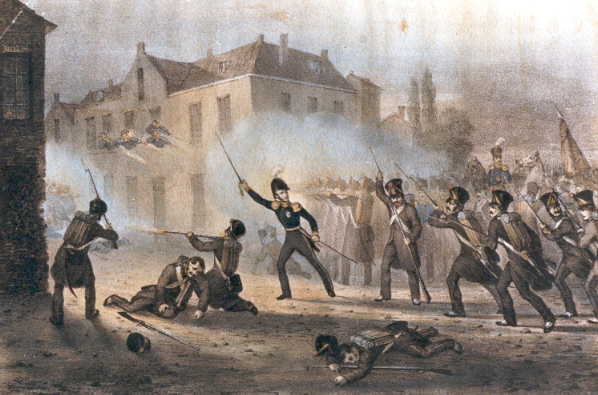
Tropas neerlandesas en Bélgica durante la campaña de los diez días (litografía de 1831).

La coronación de Leopoldo I como rey de Bélgica sirvió como casus belli para la intervención militar en Bélgica. Guillermo I quería impedir que el nuevo el nuevo rey consolidara el statu quo de forma internacional. En la tarde del 2 de agosto de 1831, los holandeses, bajo el mando del príncipe Guillermo, cruzaron la frontera en Poppel, perteneciente a Ravels. El primer combate se libró junto a Niewkerk. El 3 de agosto, once mil soldados holandeses tomaron Turnhout y, un día más tarde, Amberes, donde se practicó el pillaje. En pocos días la milicia quedó derrotada y parecía que el joven Estado había perdido la guerra. La Constitución belga prohibía la presencia de ejércitos extranjeros en su territorio sin la aprobación de las dos cámaras del Parlamento. Sin embargo, Leopoldo decidió el 8 de agosto abrir las fronteras a las tropas francesas contra la voluntad del Gobierno belga, que desconocía el estado del ejército. Un día más tarde, el mariscal Gérard se encaminó a Bélgica con una fuerza de cincuenta mil soldados. Guillermo suponía que estaba respaldado por Rusia y Prusia, pero esto se demostró falso. Rusia estaba enfrascada en el levantamiento de Polonia y Prusia no mostró ningún interés por implicarse en la guerra para defender los intereses holandeses si Rusia no podía prestar asistencia asegurando sus fronteras occidentales.
El combate entre las tropas francesas y neerlandesas no se llegó a producir. Guillermo de Orange retiró pronto a sus tropas de Bélgica y firmó un armisticio el 12 de agosto con la intervención de Inglaterra. Los últimos soldados holandeses abandonaron Bélgica el 20 de agosto.
La opinión popular en Holanda se contentó con la retirada de las tropas: se consideró que habían dado a los belgas una lección y que una retirada ante las superiores fuerzas francesas no era ignominiosa. El resultado de la demostración de fuerza de Holanda hizo que las grandes potencias otorgasen condiciones ventajosas a Holanda en el tratado. Sin embargo, pasaron ocho años hasta que Guillermo lo firmó.

### Intento de anexión de Francia
Talleyrand tenía en mente la idea de anexionarse al menos una parte de Bélgica. Aprovechando que las tropas francesas estaban en Bélgica elaboró un plan detallado para repartir el país entre Francia, Prusia y los Países Bajos con el «estado libre de Amberes» bajo protección británica. De hecho para muchos belgas el gobierno provisional y el levantamiento por la independencia de Bélgica no era más que un paso en la dirección de incorporarse, ya fuera la Valonia o Bélgica entera, al reino francés. Esta corriente recibió el nombre de Rattachisme, y estaba respaldado por el revolucionario de Lieja Charles Rogier, más tarde primer ministro belga. Sin embargo, Prusia y el resto de grandes potencias rechazaron el plan. Francia, que no podía ni quería forzar las delicadas relaciones con las otras potencias, se limitó a dar apoyo militar a los belgas. La opinión pública francesa era favorable a esta asistencia, pues simpatizaba con la «revolución hermana» de sus vecinos francófonos.

### Tratado de 1839

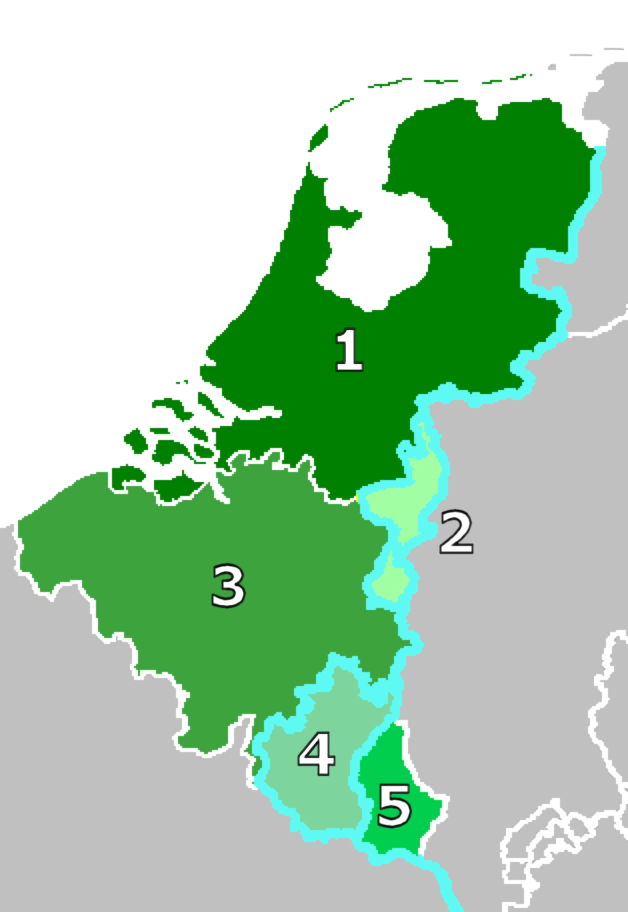
Bélgica y los Países Bajos tras el Tratado de Londres (1839): Países Bajos (1) con Limburgo (2), Bélgica (3) con la Provincia de Luxemburgo (4), el Gran Ducado de Luxemburgo en unión personal con los Países Bajos (5).

Para Bélgica la Campaña de los Diez días representó la constatación de su propia debilidad, mientras que para los Países Bajos fue la demostración del aislamiento internacional en el que se encontraban. El resultado se sintió en ambos países. Bélgica había firmado el Tratado de Londres en 1831, pero Guillermo no. Tras muchos esfuerzos se llegó en 1839 a una solución. Guillermo cambió su postura bruscamente y aceptó los 24 artículos de Londres.
Con el Tratado de Londres de 1839 se puso fin jurídicamente al Reino Unido de los Países Bajos, lo que consumó la separación. Bélgica obtuvo la independencia, pero perdió parte del territorio que reclamaba, y que en 1790 no pertenecía a los Países Bajos del Este. La provincia de Limburgo se separó: el oeste quedó en Bélgica y el este (incluyendo Maastricht) pasó a ser parte de los Países Bajos, pues quedó en unión personal con la casa real de los Países Bajos y asociada a la Confederación Germánica. Los belgas fueron compensados con gran parte de la Provincia de Luxemburgo, que también pertenecería a la Confederación Germánica. El Gran Ducado de Luxemburgo vio reducido su territorio a un tercio, que quedó en unión personal con la casa real de los Países Bajos. Consiguió mayor autonomía y en 1890 recuperó la plena soberanía. La parte norte de Flandes (Flandes zelandés) y la desembocadura del Escalda pasaron a ser nuevamente neerlandesas.
Además de las regulaciones territoriales, el tratado estableció que Bélgica tendría acceso libre al puerto de Amberes a través del Escalda y se debía garantizar su comunicación ferroviaria a través de Limburgo-Oeste con la cuenca del Ruhr. Todos los habitantes de Bélgica y Holanda podrían decidir libremente qué ciudadanía adoptar. También se certificó la seguridad y estricta neutralidad de Bélgica. Además los Países Bajos renunciaban al cobro de un tercio de la deuda impuesta desde 1830.

### Unionismo en la política interna (1830-1839)
El conflicto externo con los Países Bajos resultó efectivo para estabilizar la política interna belga. Bajo la influencia del rey se mantuvo el unionismo entre liberales y católicos hasta 1839 e incluso durante algún tiempo más. Sin embargo, ya en 1834 la educación y especialmente la política de educación secundaria de ambos partidos representaban una diferencia importante. Además de las dos universidades estatales fundadas en 1817 por Guillermo I en Lieja y Gante, la iglesia católica organizó una universidad en Malinas, que más tarde se trasladó a Lovaina, donde se cerró la universidad estatal. Como respuesta, los liberales, asistidos por la logia masónica, crearon la Universidad Libre de Bruselas. Tras la retirada de los últimos gobernantes unionistas, Nothombs y van de Weyers en 1845/46 Leopoldo I formó un gabinete compuesto exclusivamente del bando clerical liderado por Theux de Meylandt.

## Consecuencias

### Efectos económicos para Bélgica
Las consecuencias inmediatas de la independencia fueron desastrosas para Bélgica. Gante, su ciudad industrial más importante, con 7,5 millones de kilogramos de algodón procesados en 1829, pasó a procesar dos millones en 1832. [cita requerida]Como consecuencia inmediata de la secesión, la mayoría de los trabajadores quedó sin trabajo y los salarios de los que seguían empleados se redujeron a un 30 % del nivel de 1829[cita requerida]. Las consecuencias fueron peores aún para el puerto de Amberes: En 1829 pasaron por allí 1028 barcos con una suma de 129 000 toneladas. Esta suma doblaba a la carga conjunta de Róterdam y Ámsterdam conjuntos. En 1831 recibieron solo a 398 barcos y el comercio con las Indias Orientales se detuvo. Por el contrario, se obtuvieron grandes beneficios de la construcción de una red ferroviaria. En 1835 se empezó a usar la primera vía del continente entre Bruselas y Malinas y esta red llegó a ser una de las más densas del mundo. En conjunto la coyuntura económica sufría fuertes fluctuaciones. El 5 de junio de 1832 se introdujo la nueva moneda, el franco belga, y en febrero de 1835 se fundó el Banque de Belgique.

### Política lingüística

Comunidades lingüísticas de Bélgica: flamenca (amarillo), francesa (rojo) y alemana (azul).

Como reflejo de la política lingüística y educativa del rey Guillermo I, la lengua flamenca había resultado favorecida. Una de las primeras medidas del gobierno provisional fue cerrar todas las escuelas públicas. Solo las universidades francófonas de Gante y Lieja permanecieron abiertas, y sirvieron para formar a una nueva élite. Como consecuencia, en las inspecciones de los militares, todavía en 1900 se registraban un 10,1 % de analfabetos, mientras que en los Países Bajos era de un 2,3 %, en Francia un 4,7 % y en Alemania un 0,5 %. En 1913 había en Bélgica, de 7,5 millones de habitantes, menos escuelas que en los Países Bajos, con 6 millones de habitantes.
A largo plazo, el conflicto lingüístico belga no se solucionó, sino que se intensificó. Como reacción contra la política de los Países Bajos se privilegió a los francófonos. En Flandes los estudiantes debían emplear el neerlandés en la escuela primaria, pero a partir de la secundaria la educación se daba en francés.

### Sentimiento nacional

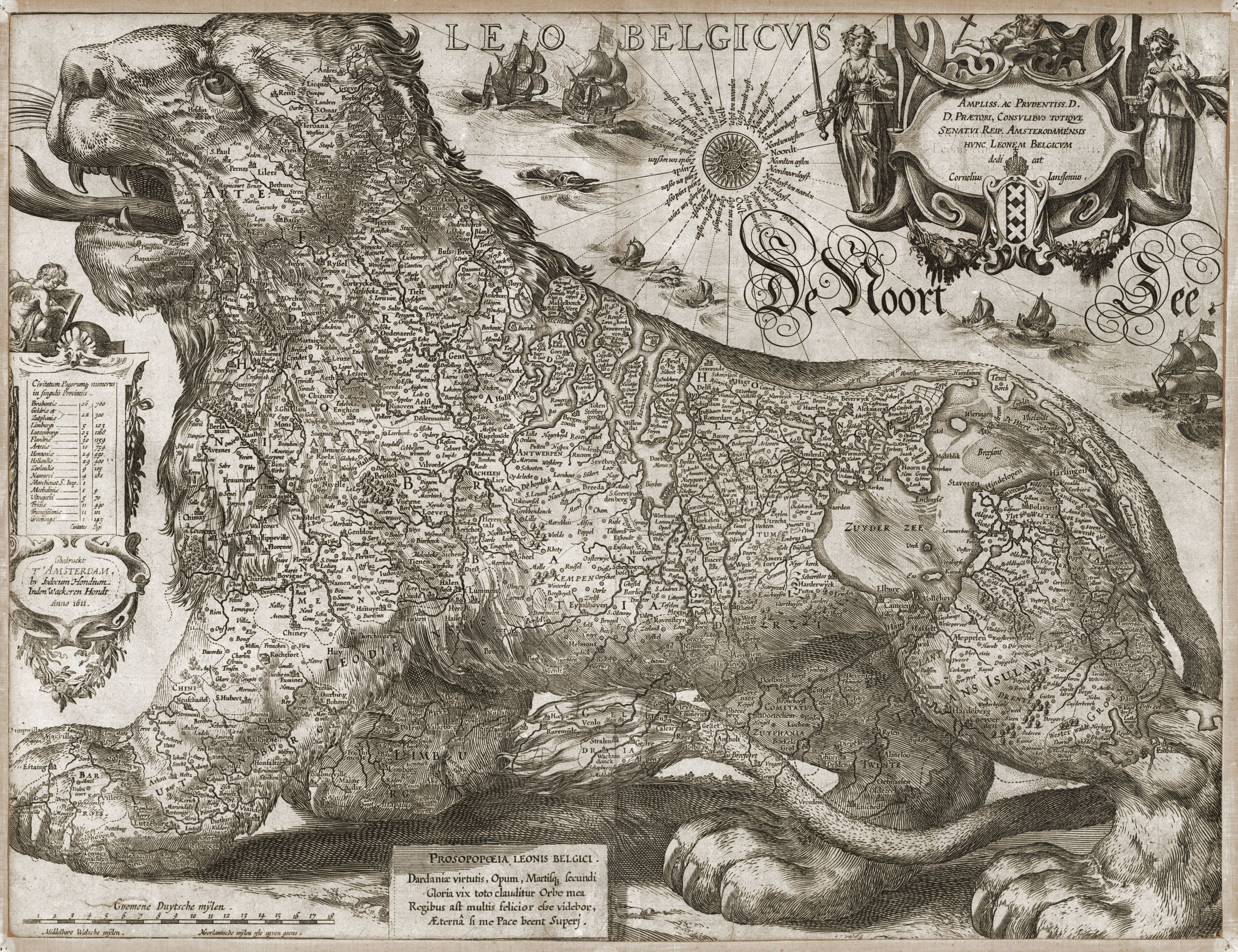
Jodocus Hondius: Leo Belgicus (1611). En el Renacimiento era un símbolo de Bélgica y del conjunto de los Países Bajos. En el su uso como símbolo de la región sureña se intensificó. (Mapa orientado al oeste, el norte está a la derecha).

Antes de la revolución de 1830 se había desarrollado un sentimiento nacional, aunque el concepto de «Nación Belga» es problemático. Tres ideas entran en conflicto desde la fundación del estado belga: La nación belga, la orientación hacia Francia o rattachisme o la orientación hacia los Países Bajos u orangisme. La revolución belga tuvo fuertes lazos con la Revolución de Julio y otros acontecimientos de la década de 1830. Los conflictos en Polonia, Grecia, Italia y la Vormärz alemana estuvieron caracterizados por un fuerte sentimiento romántico. Lo mismo que hizo definir a Italia o Alemania como naciones culturales con una misma lengua, condujo a largos problemas para la unidad belga y a la división lingüística entre flamencos y valones.
La tendencia del orangisme inicial desembocó la denominación Vlaamse Beweging, y la tendencia afrancesada se denominó rattachisme. Así como Napoleón III intentó la anexión de Bélgica, en 1860 se produjo un acercamiento hacia los Países Bajos, e incluso el primer ministro rattachista Charles Rogier declaró que los antiguos Países Bajos debían volver a reunirse como confederación en dos regiones separadas. Por esa razón adaptó el himno nacional, Brabançonne, cuyo texto atacaba al Príncipe de Orange. En la década de 1920 la idea de una reunificación de Bélgica y los Países Bajos volvió a ganar atractivo.
A pesar de todo, el estado de Bélgica consiguió consolidar su estabilidad, y conserva en la actualidad los fundamentos de su creación en 1830. Las únicas modificaciones importantes han sido la transición de un estado central a uno federal, y la política lingüística, que desde la década de 1960 otorga un estatus equivalente al neerlandés y al francés.

### La neutralidad belga
La neutralidad de Bélgica, estipulada en 1830-39, fue violada en 1914 por Alemania en la operación conocida como Plan Schlieffen. El tratado de Londres establecía que Gran Bretaña era garante de la neutralidad belga, lo que supuso su entrada en la guerra. También fue vulnerada durante la Segunda Guerra Mundial. El hecho de que Bélgica estuviera al margen de cualquier guerra durante 84 años está considerado uno de los mayores éxitos de la diplomacia del siglo XIX.